# Tmesisternus subchlorus
Tmesisternus subchlorus är en skalbaggsart som först beskrevs av Heller 1914.  Tmesisternus subchlorus ingår i släktet Tmesisternus och familjen långhorningar.
Artens utbredningsområde är Irian Jaya. Inga underarter finns listade i Catalogue of Life.